# Хари Парбат
Хари Парбат  — холм видимый из Сринагара, летней столицы Джамму и Кашмира, Индия. На нём возведён дуранийский форт, построенный в 1808. Внутри святилище суфия Кхваджа Макхдум Сахиб и Акхуда Муллах Шаха на южном склоне, тогда, Харгобинда.

## История
В 1590 году могольский император Акбар построил первые стены на этом месте, но форт не был завершён. Форт построили только в 1808 при Шуджа Шах Дурани.

## Махдум Сахиб

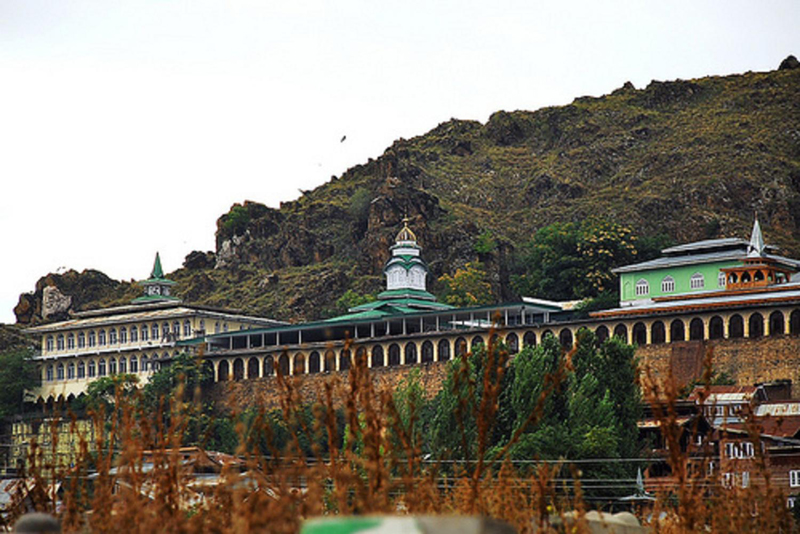
Махдум Сахиб, Сринагар.

Святилище Хамза Махдума находится у подножья холма близ форта. Здесь этот храм называют Махдум Сахиб или Мехбуб-уль-Алам и Султан-уль-Арифин.
Это прекрасное сооружение имеет два этажа с прекрасными арками и колоннадами, оно находится к юго от стен форта. Не только мусульмане-суфии, но и кашмирцы других религий приходят поклониться святыни.

## Храм Шарика
Это индуистский храм, он посвящён Джагабамба Шарика Бхагвати, восемнадцатирукой богини, покровительнице Сринагара. Она является воплощением Шакти.

## Гурдвара Чатти Патшахи

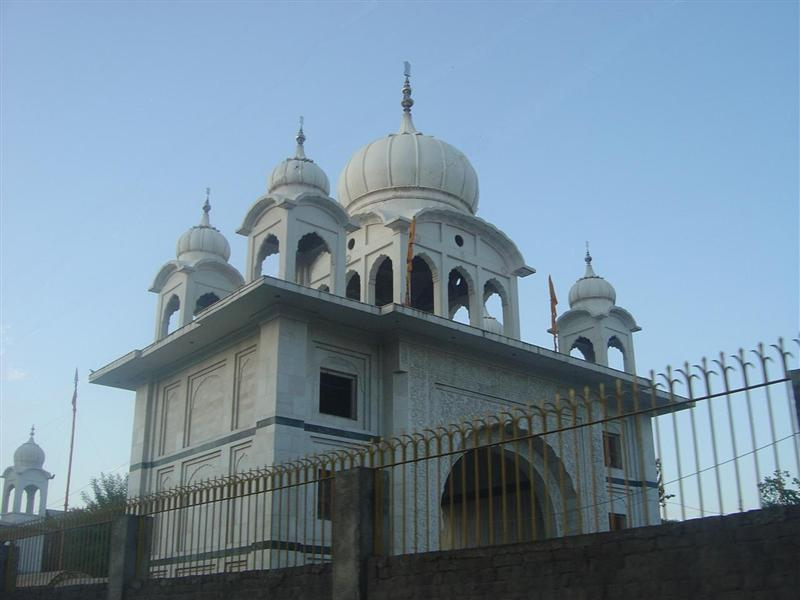
Гурдвара Чатти Патшахи, Райнавари.

Это святилище можно считать главным для кашмирских сикхов. Оно установлено в память о 6-м Гуру Харгобинде, который проповедовал и молился здесь, во время своего кашмирского путешествия.

## Легенды о происхождении
По-легенде, на месте холма раньше было озеро (жители считают, что вся долина в древности была озером) где жил демон Джалобхава. Жители молили Парвати избавить их от демона и она превратилась в птицу и кинула на голову демона камень. Демон не обратил на это внимание и камушек стал расти пока не превратился в гору и раздавил демона. Хари Парбат и есть этот камень.
В другой легенде два демона Тсанд и Монд захватили долину. Тсанд жил в озере у холма, а Монд в Дальском проходе, они поедали местных жителей. Боги послали Парвати и она превратилась в птицу Хэр (скворец-мино). Она подобрала гальку с Сумеру и бросила её на голову демону Тсанд. Галька превратилась в гору и раздавила демона.

## Мечети и форт
В окрестностях много мечетей, построенных ещё при афганцах газневидах и гуридах.

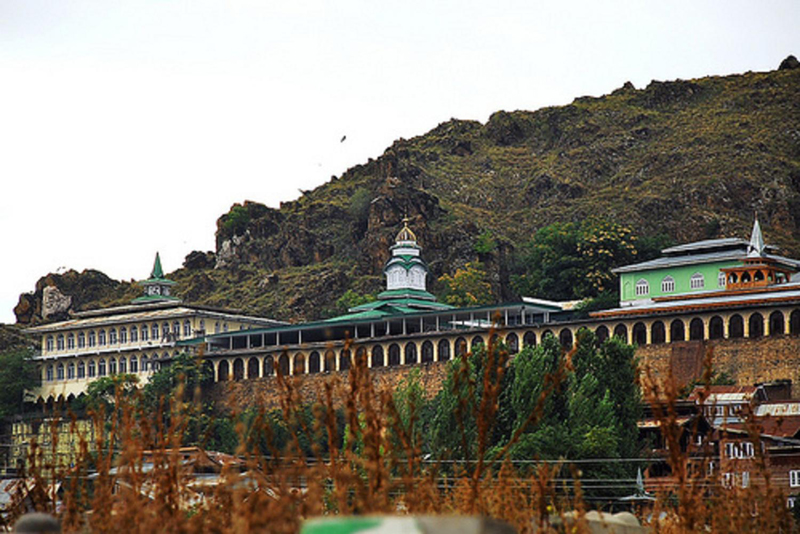
Махдум Сахиб , Сринагар.
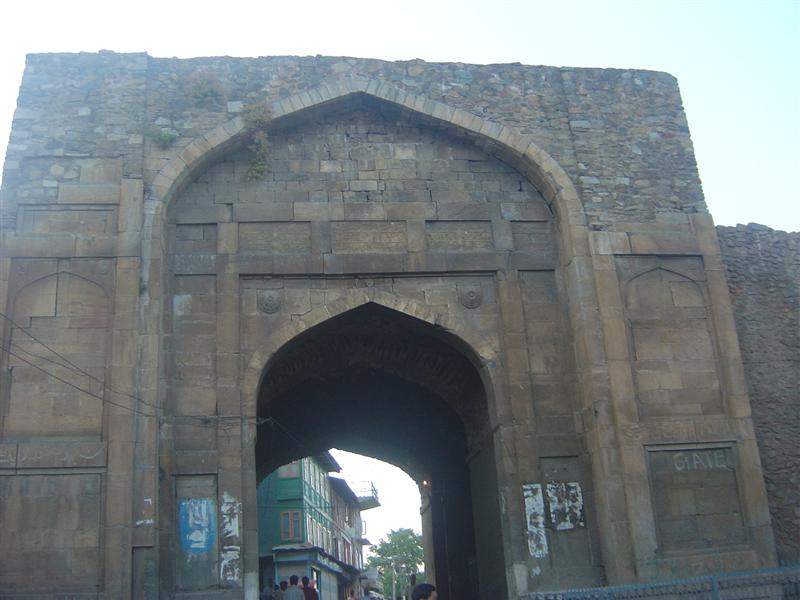
Катхи Дарваза - главные ворота форта
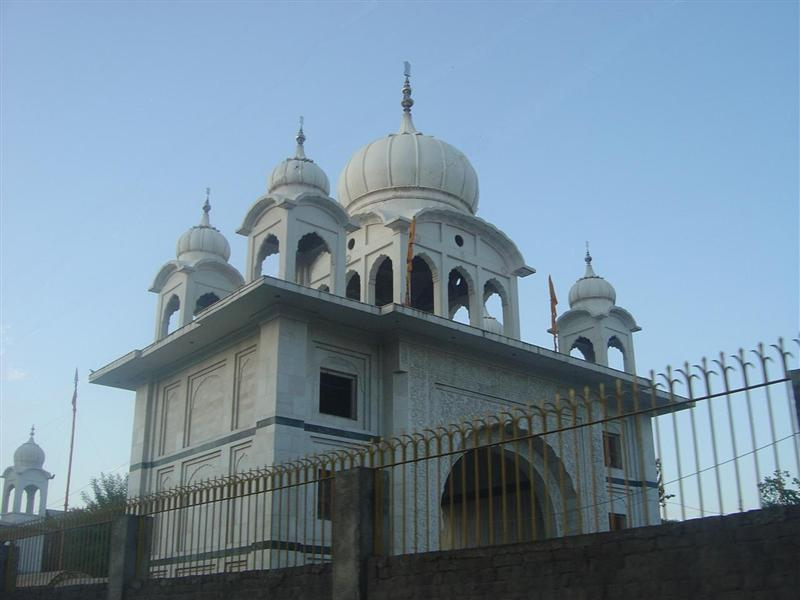
Гурдвара Чатти Патшахи, Райнавари